# Giuseppe Pozzobonelli
Giuseppe Pozzobonelli, né le 11 août 1696 à Milan, alors capitale du duché de Milan et mort dans la même ville le 27 avril 1783, est un cardinal italien du XVIIIe siècle.

## Biographie
Giuseppe Pozzobonelli est nommé archevêque de Milan en 1743 et est consacré le 21 juillet de la même année par Benoît XIV avec comme co-consécrateurs Antonio Maria Pallavicini (it) et Carlo Alberto Guidoboni Cavalchini.
Le pape Benoît XIV le crée cardinal lors du consistoire du 9 septembre 1743. Il participe au conclave de 1758, lors duquel Clément XIII est élu pape et à ceux de 1769 (élection de Clément XIV) et de 1774-1775 (élection de Pie VI).
Il meurt le 27 avril 1783 après un cardinalat de 39 ans et 230 jours, de septembre 1743 à avril 1783.

## Succession apostolique
Giuseppe Pozzobonelli a ordonné les évêques suivants :
- Évêque Giovanni Tommaso Gallarati Ghislieri (1772)